# Dorregrubbe

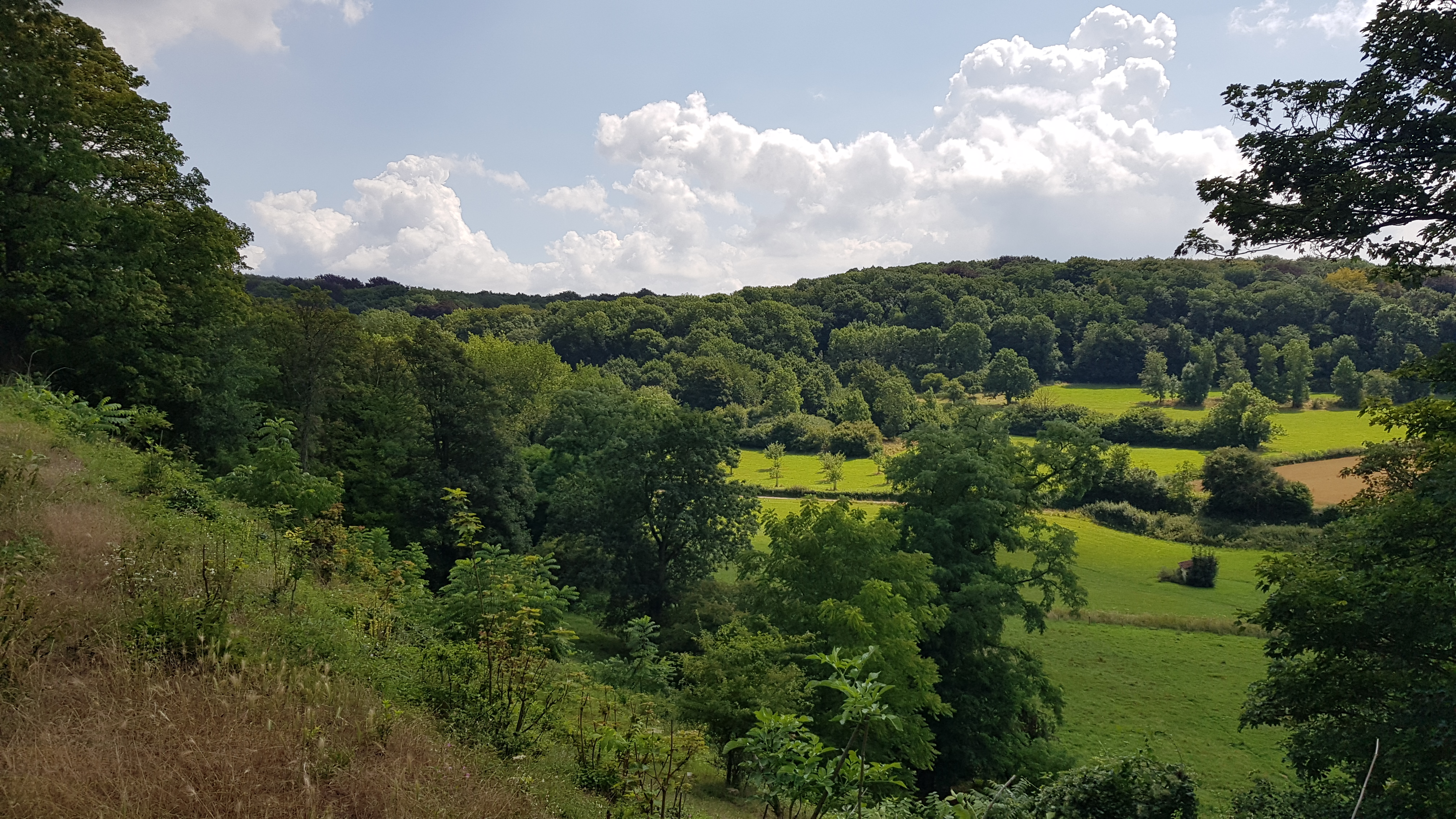
Dorregrubbe gezien vanaf Huis De Beuk

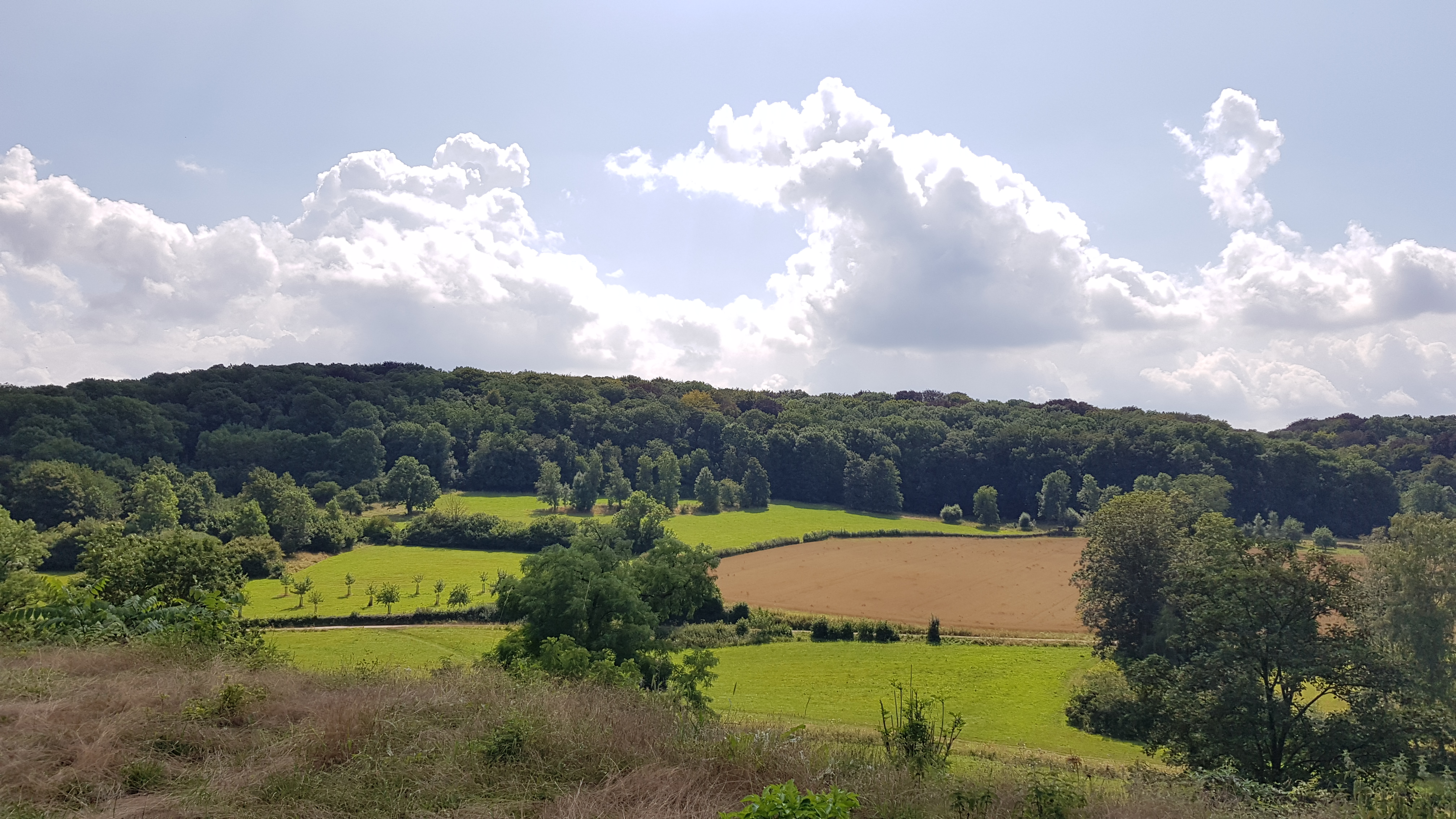
Dorregrubbe gezien vanaf Huis De Beuk

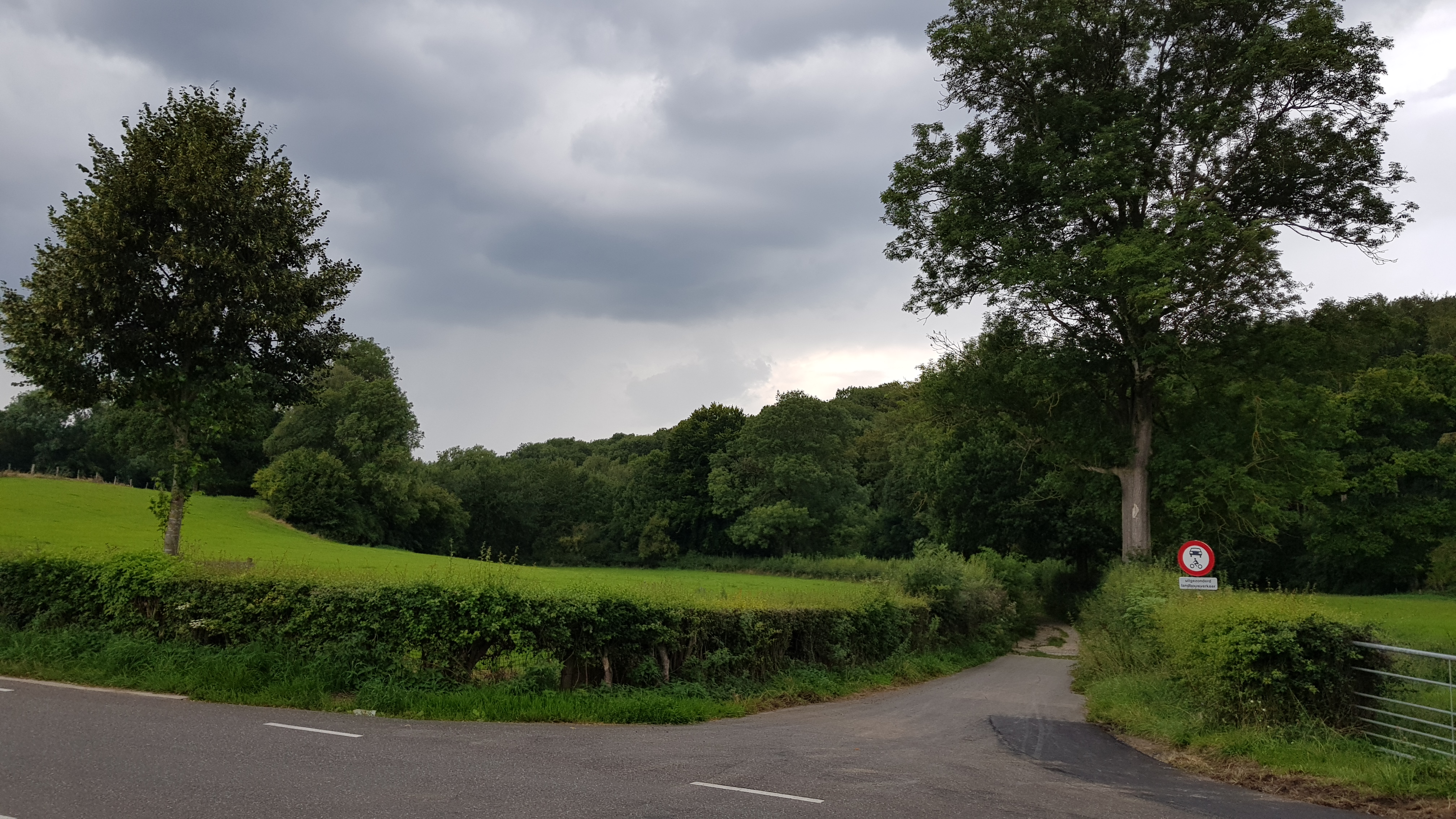
Dorregrubbe bij Cadier en Keer

De Dorregrubbe, Lange Grub of Termaardergrub is een droogdal in het Savelsbos in de Nederlandse gemeente Eijsden-Margraten.
Door het droogdal loopt de Dorrenweg. Dit vormde een van de twee historische routes van Cadier en Keer op het Plateau van Margraten naar Gronsveld in het Maasdal, de ander liep via de Hotsboom en Groeve de Hel. De grubbe loopt van het noordoosten naar het zuidwesten en vormde de grens tussen de voormalige gemeentes Eckelrade in het zuiden en Cadier en Keer in het noorden. Het droogdal vormt ook de scheiding tussen de Riesenberg ten noordwesten ervan en de Trichterberg ten zuidoosten.
Na ongeveer 2,5 kilometer (gezien vanaf de kop van de Riesenberg) splitst het droogdal zich in twee takken: een naar het oosten gaande tak en een naar het zuiden gaande tak. Het naar het zuiden gaande droogdal wordt de Honsberggrub genoemd. De naar het oosten gaande tak de Blankenberggrub.
Op ruim een kilometer naar het zuiden ligt de Scheggelder Grub en op ruim anderhalve kilometer naar het zuiden ligt de Schone Grub. Naar het noorden ligt aan de andere zijde van de Rijksweg het droogdal Sibbersloot.
Vlak bij de Dorregrubbe ligt op de kop van de Riesenberg de voormalige boswachterswoning en kluizenarij Huis De Beuk.
In de Dorregrubbe ligt ongeveer halverwege tussen Huis De Beuk en Cadier en Keer de enige bron van het gebied, De Fontein.

## Groeves
Langse de Dorregrubbe liggen verschillende groeves, waaronder:
- Cadierdalgroeve I
- Cadierdalgroeve II
- Cadierdalgroeve III
- Cadierdalgroeve IV
- Hamelsbachgroeve
- Varkensgatgroeve
- Groeve boven op de Riesenberg
- Riesenberggroeve